# Antonia Pérez Padín
Antonia Pérez Padín (Ceuta) fue una feminista y comunista española activa durante la Segunda República y la guerra civil española en Ceuta. Miembro de la sección ceutí del Socorro Rojo Internacional y del Partido Comunista de España, apoyó a los trabajadores portuarios y de las fábricas de pescado en huelga organizando reuniones en su casa y proporcionando alimentos a los trabajadores en huelga.
Pérez fue encarcelada el 14 de agosto de 1936, coincidiendo con el golpe de Estado de 1936. Fue una de las cinco mujeres ceutíes condenadas a muerte por las fuerzas franquistas, pero más tarde su condena se cambió por doce años de prisión, de los que cumplió ocho, antes de ser excarcelada en Madrid. Pérez fue una de las pocas presas que contó historias de violencia sexual en la cárcel franquista de Ceuta. También fue testigo de la muerte de Antonia Céspedes Gallego. La Unión General de Trabajadores le concedió por unanimidad su premio "La Latera" a título póstumo en 2017 en reconocimiento a su lucha por la igualdad de la mujer. Pérez estuvo casada con Antonio Berrocal, con quien tuvo seis hijos. Berrocal, concejal comunista en Ceuta, fue asesinado por una turba de falangistas en 1937. Pérez trabajó como restauradora de comidas, tendera y comadrona.

## Activismo y muerte por el franquismo

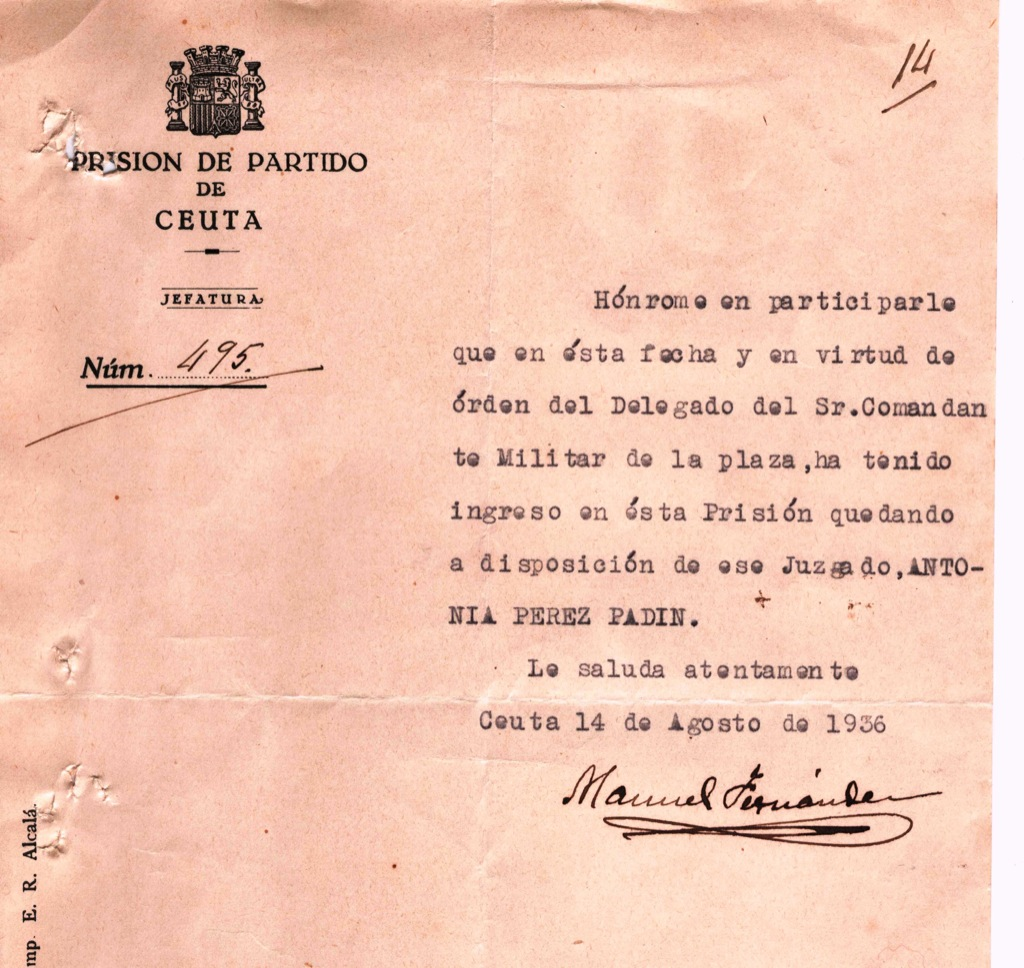
Prisión del Partido de Ceuta confirma que Antonia Pérez Padín se encuentra en prisión por orden del Delegado del. Señor Comandante Militar el 14 de agosto de 1936.

Pérez nació en Ceuta. Su madre se llamaba Jacinta, de ella heredó su fuerte carácter. Su padre era profesor y anarquista. Compartió estas ideas con Pérez cuando ella era joven, inculcándole el valor de luchar contra las injusticias sociales.
De adulta, Pérez se comprometió políticamente. Le gustaba luchar contra las injusticias sociales. Por su deseo de ayudar a los pobres y a los oprimidos, se afilió a la sección ceutí del Socorro Rojo Internacional y fue miembro del Partido Comunista de España. Como activista, Pérez apoyó a los trabajadores portuarios en huelga de Ceuta, proporcionándoles alimentos. También organizó reuniones de trabajadores portuarios en huelga en su casa. También participó en otras campañas en favor de los necesitados de la ciudad. Una de ellas se refería a los trabajadores de una fábrica de pescado de la ciudad. También luchó por los derechos de la mujer y la igualdad salarial. Durante la guerra civil española, pasó algún tiempo en Rabat, donde fue testigo de las atrocidades cometidas por Falange Pelegrina. Entre ellas, el bombardeo de civiles.
Pérez fue encarcelada el 14 de agosto de 1936 en la prisión de mujeres de Sarcel. El arresto se produjo en la época del golpe de Estado de 1936. Nunca volvió a ver a su marido tras su arresto. En el momento de su arresto en 1936, sus hijos tenían edades comprendidas entre dos y diez años. Algunos fueron a quedarse con sus familiares, aunque dos fueron a un asilo. Pérez fue encarcelada junto con muchas otras mujeres feministas que apoyaron la Segunda República Española. Luego fue trasladada al acuartelamiento García Aldave hacia julio de 1937.
Tras varios meses en prisión, Pérez fue finalmente condenada a muerte a la edad de 39 años en Ceuta el 17 de noviembre de 1937. Recibió dos condenas de muerte. La primera fue por pertenecer a la rama ceutí del Socorro Rojo Internacional y la segunda, por pertenecer al Partido Comunista. Su condena a muerte se debió en parte a que el apoyo a estas dos organizaciones se consideraba parte de un complot inminente más amplio de las comunidades para crear una revolución extranjera, de influencia soviética, en España. Fue condenada junto con otras dos mujeres, Andrea Maese Vázquez y Francisca Gutiérrez Hernández, por los mismos motivos. Joaquina Garriga Mosquecho y Ana Sánchez González fueron dos de las otras cinco mujeres condenadas a muerte en Ceuta ese año. Fueron las únicas cinco mujeres de Ceuta condenadas a muerte por las fuerzas nacionalistas en el periodo comprendido entre 1936 y 1942.
Las condenas a muerte se dictaron sin juicio previo. Su pena de muerte fue conmutada posteriormente por 12 años de prisión. Pasaría los ocho años siguientes repartida entre varias prisiones, como la Cárcel de Mujeres del Sarchal de Ceuta, Cádiz, Burgos y Madrid. En noviembre de 1945, un juez anunció su liberación de la cárcel de Madrid, pero nunca fue indultada por el Estado español. Pérez es una de las pocas mujeres que ha verificado historias de violencia sexual en la Cárcel de Mujeres del Sarchal, a través de su historia oral. Durante su estancia en prisión, fue testigo de cómo un conocido falangista local pedía favores sexuales a otra presa, Antonia Céspedes Gallego. El 21 de enero de 1937, el falangista apareció y se llevó a Céspedes de su celda, diciendo a las demás presas: "Sois unas rojas y algún día vendré a por algunas de vosotras". Mientras sacaba a Céspedes de la cárcel, el falangista la apuñaló por la espalda.  Poco después, Pérez oyó un disparo en el exterior. Mientras apuñalaban a Céspedes, ésta se volvió y gritó a Pérez pidiendo ayuda.
Cuando más tarde habló de su estancia en prisión con sus hijos y nietos, Pérez los describió como hoteles. Más tarde compartió estas experiencias con su nieta. Hizo que su estancia en prisión pareciera la de una viajera del mundo.

## Reconocimientos
La Unión General de Trabajadores le concedió por unanimidad su premio "La Latera" a título póstumo en 2017, recogiéndolo en su nombre su hijo Manuel Berrocal. La decisión de concederle el premio se basó en el compromiso de no olvidar la memoria histórica. El propio galardón se concede cada dos años específicamente para recordar a las mujeres que lucharon por la justicia social, los derechos de la mujer y la igualdad en España, para que no cayeran en el olvido.

## Antecedentes
Pérez estaba casada con Antonio Berrocal. Con él tuvo seis hijos, de los que sólo sobrevivieron cinco. Su marido era miembro del Partido Comunista de España y fue elegido concejal de la ciudad de Ceuta en las elecciones del 12 de abril de 1931. Berrocal fue fusilado en su propia finca junto con otras 32 personas el 21 de enero de 1937, tras ser arrastrado hasta allí por una turba de falangistas. Fue uno de los ocho concejales del gobierno de once miembros que serían fusilados por las fuerzas nacionalistas. Sus hijos sobrevivieron a la Guerra Civil y Pérez llegó a tener una nieta llamada Gloria Berrocal, que ha escrito varios libros sobre las vivencias de su abuela durante la Guerra Civil. Uno de sus hijos fue Manuel Berrocal, historiador. Debido al tiempo que su madre pasó en prisión, Manuel no llegó a conocerla hasta que tuvo 10 años.
Pérez vivía en el barrio de Las Latas de Ceuta. Regentaba un pequeño restaurante cerca de la zona de La Puntilla en Ceuta. Posteriormente dirigió una pequeña tienda de alimentación en Ceuta. También trabajó como partera.
En sus últimos años, Pérez siempre vestía de negro. A menudo tenía las piernas hinchadas y varices. En su vida tras la cárcel, escuchaba Radio Nacional de España con su familia, y suspiraba con frecuencia al escuchar las noticias. En sus últimos años, cuando veía la televisión y oía a los comentaristas decir que no había presos políticos en España, tiraba un zapato al televisor.